# Willis Furtado
Willis Furtado (Ivry-sur-Seine, 1997. szeptember 4. –) francia születésű zöld-foki köztársasági válogatott labdarúgó, a finn KTP csatárja.

## Pályafutása

### Klubcsapatokban
Furtado a francia Ivry-sur-Seine városában született. 
2015-ben mutatkozott be a helyi Ivry felnőtt csapatában. 2016 és 2018 között a skót harmadosztályban szereplő Stenhousemuir, Airdrieonians és Raith Rovers csapataiban szerepelt. 2018 augusztusában az egyiptomi Masrhoz csatlakozott. 2020. szeptember 22-én, a El Entag El Harby ellen 3–0-ra megnyert bajnokin debütált.
2021. január 21-én a norvég másodosztályban érdekelt Jervhez szerződött. Először a 2021. május 15-ei, KFUM elleni mérkőzésen lépett pályára. Első gólját 2021. június 27-én, a Sandnes Ulf ellen 2–0-ra megnyert találkozón szerezte. A 2021-es szezonban 31 mérkőzésen elért 10 góljával is hozzájárult a klub Eliteserienbe való feljutásában. Az első osztályban 2022. április 3-án, a Strømsgodset ellen 1–0-ra megnyert mérkőzésen debütált és egyben megszerezte első gólját is klub színeiben. 2023. február 7-én a KTP-hez írt alá.

### A válogatottban
Furtado 2020-ban debütált a zöld-foki köztársasági válogatottban. Először 2020. október 7-én, Andorra ellen 2–1-re megnyert barátságos mérkőzésen lépett pályára.

## Statisztikák
2023. április 22. szerint
| Klub          | Szezon   | Osztály                  | Bajnokság | Bajnokság | Kupa  | Kupa | Nemzetközi | Nemzetközi | Összesen | Összesen |
| Klub          | Szezon   | Osztály                  | Meccs     | Gól       | Meccs | Gól  | Meccs      | Gól        | Meccs    | Gól      |
| ------------- | -------- | ------------------------ | --------- | --------- | ----- | ---- | ---------- | ---------- | -------- | -------- |
| Stenhousemuir | 2016–17  | League One               | 29        | 6         | 1     | 1    | —          | —          | 30       | 7        |
| Airdrieonians | 2017–18  | League One               | 18        | 6         | 0     | 0    | —          | —          | 18       | 6        |
| Raith Rovers  | 2017–18  | League One               | 18        | 3         | 0     | 0    | —          | —          | 18       | 3        |
| Masr          | 2019–20  | Egyiptomi Premier League | 28        | 1         | 1     | 2    | —          | —          | 29       | 3        |
| Jerv          | 2021     | OBOS-ligaen              | 31        | 10        | 1     | 0    | —          | —          | 32       | 10       |
| Jerv          | 2022     | Eliteserien              | 18        | 2         | 3     | 2    | —          | —          | 21       | 4        |
| Jerv          | Összesen | Összesen                 | 49        | 12        | 4     | 2    | 0          | 0          | 53       | 14       |
| KTP           | 2023     | Veikkasuliiga            | 3         | 1         | 4     | 1    | —          | —          | 7        | 2        |
| Összesen      | Összesen | Összesen                 | 145       | 29        | 10    | 6    | 0          | 0          | 155      | 35       |

## Sikerei, díjai
Jerv
- OBOS-ligaen
  - Feljutó (1): 2021